# 杭州地铁12号线
杭州地铁12号线是杭州地铁规划中的一条地铁线路，南起杭州市西湖区双浦镇，北至余杭区瓶窑镇，连通未来科技城与三江汇两大重要区域。目前，本线美院象山站至双浦站段作为6号线的支线运营。

## 历史

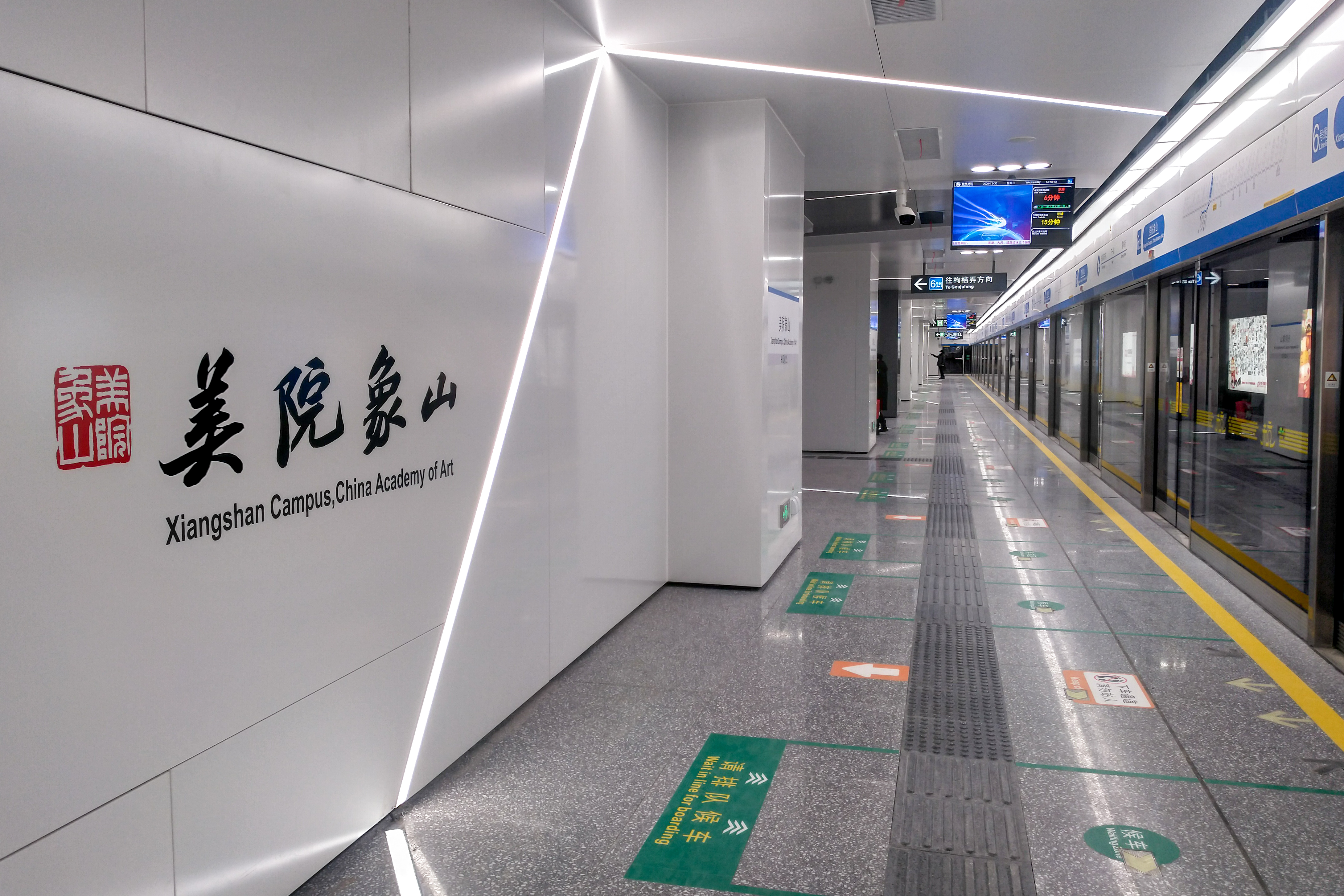
美院象山站双浦方向站台，未来将拆分至12号线运营

2014年12月，科海路站作为6号线一期的一部分开始施工，这是本线最早开工的车站。
2017年10月，浙江省发改委批复杭州至富阳城际铁路工程初步设计调整，确定6号线将与杭富线贯通运营，为美院象山至双浦段独立成线奠定基础。
2020年12月，双浦至美院象山段4座车站随6号线开通运营。
2021年7月，杭州地铁集团发布《杭州市城市轨道交通第四期建设规划环评公众意见征询》，其中包括本线的美院象山站（不含）至东西大道站段（17座车站，长度31.3公里）及双浦站（不含）至双浦车辆段站段（1座车站，1.7公里）。
2023年12月16日，12号线一期的首个开工站点黄泥坞站开始交通导行、管线及绿化切改和围挡安装。

## 线路
- 站数：已运营4座，在建15座
- 轨距：1435mm
- 动力电源：1500V接触网供电
- 双线区间：全线
- 电气化区间：全线
- 地下区间：全线
- 最长区间：慈母桥~小和山，长3.16km
- 最短区间：海创园~杭师大仓前，长0.74km

### 站点

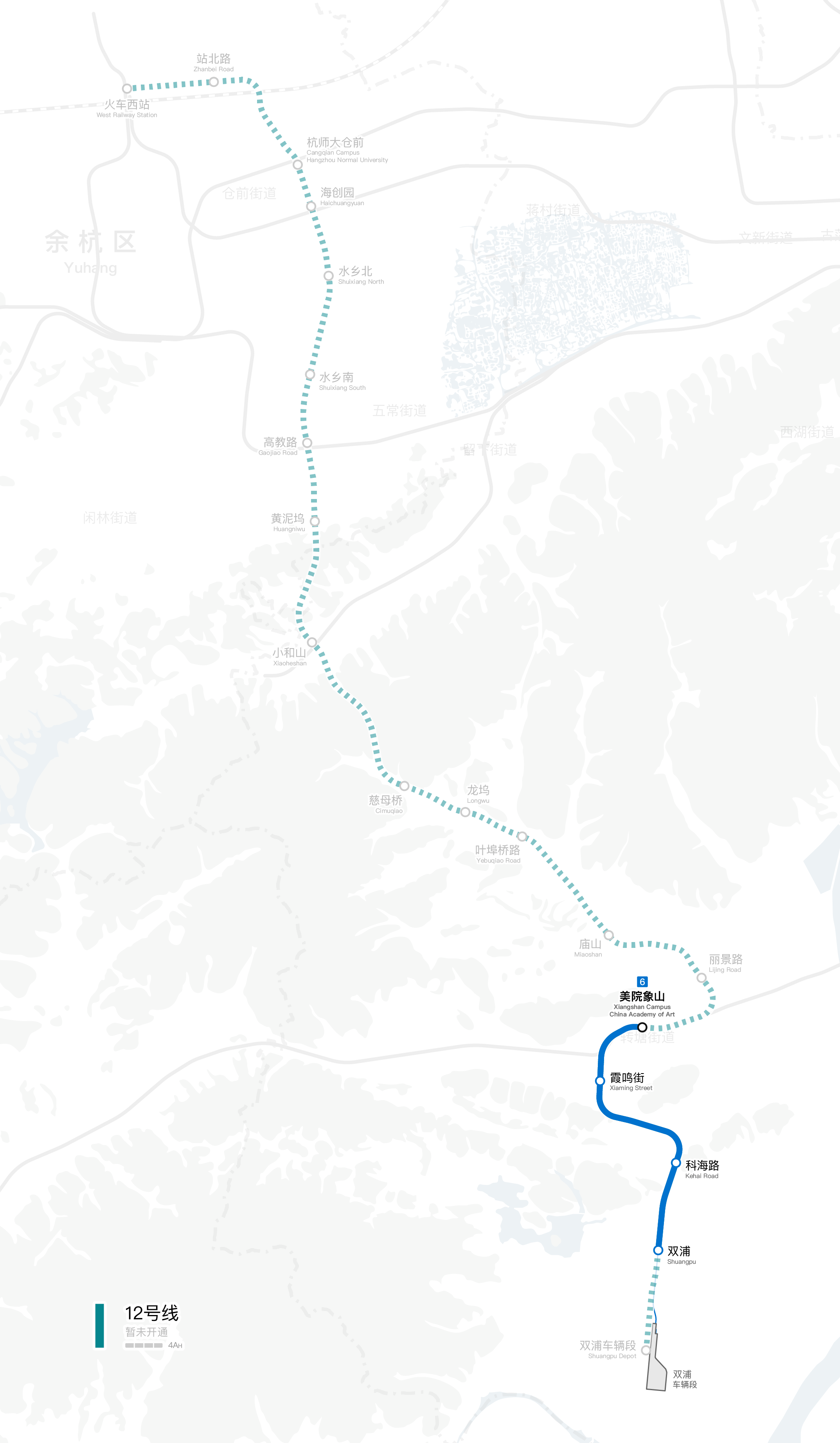
杭州地铁12号线线路图，按实际走向绘制

| 区段        | 站名       | 换乘路线         | 所在地 | 站台形式                 | 启用日期       |
| ----------- | ---------- | ---------------- | ------ | ------------------------ | -------------- |
| 一期南段    | 双浦车辆段 | 不適用           | 西湖区 | 地下二层平行双岛四线     | 预计2028年     |
| 原6号线支线 | 双浦       | 不適用           | 西湖区 | 地下二层岛式             | 2020年12月30日 |
| 原6号线支线 | 科海路     | 不適用           | 西湖区 | 地下二层岛式             | 2020年12月30日 |
| 原6号线支线 | 霞鸣街     | 不適用           | 西湖区 | 地下二层岛式             | 2020年12月30日 |
| 原6号线支线 | 美院象山   | █ 6号线          | 西湖区 | 地下二、三层叠岛式       | 2020年12月30日 |
| 一期北段    | 丽景路     | 不適用           | 西湖区 | 地下三层岛式             | 预计2028年     |
| 一期北段    | 庙山       | 不適用           | 西湖区 | 地下二层岛式             | 预计2028年     |
| 一期北段    | 叶埠桥路   | 不適用           | 西湖区 | 地下二层岛式             | 预计2028年     |
| 一期北段    | 龙坞       | 不適用           | 西湖区 | 地下二层岛式             | 预计2028年     |
| 一期北段    | 慈母桥     | 不適用           | 西湖区 | 地下二层（局部三层）岛式 | 预计2028年     |
| 一期北段    | 小和山     | █ 3号线          | 西湖区 | 地下三层岛式             | 预计2028年     |
| 一期北段    | 黄泥坞     | 不適用           | 余杭区 | 地下二层岛式             | 预计2028年     |
| 一期北段    | 高教路     | █ 3号线          | 余杭区 | 地下二层岛式             | 预计2028年     |
| 一期北段    | 水乡南     | 不適用           | 余杭区 | 地下二层岛式             | 预计2028年     |
| 一期北段    | 水乡北     | 不適用           | 余杭区 | 地下二层岛式             | 预计2028年     |
| 一期北段    | 海创园     | █ 19号线         | 余杭区 | 地下二层岛式             | 预计2028年     |
| 一期北段    | 杭师大仓前 | █ 5号线          | 余杭区 | 地下三层岛式             | 预计2028年     |
| 一期北段    | 站北路     | 不適用           | 余杭区 | 地下二层岛式             | 预计2028年     |
| 一期北段    | 火车西站   | █ 3号线 █ 19号线 | 余杭区 | 地下三层岛式             | 预计2028年     |